# Euphorbia oxycoccoides
Euphorbia oxycoccoides är en törelväxtart som beskrevs av Pierre Edmond Boissier. Euphorbia oxycoccoides ingår i släktet törlar, och familjen törelväxter.
Artens utbredningsområde är Madagaskar. Inga underarter finns listade i Catalogue of Life.